# Copa América de 2004
A Copa América de 2004 foi a 41ª edição do principal torneio entre seleções organizado pela Confederação Sul-Americana de Futebol (CONMEBOL). Foi disputado entre os dias 6 a 25 de julho no Peru, dez equipes da CONMEBOL mais duas da CONCACAF (México e Costa Rica) Participaram do torneio.  

## Seleções Participantes
Ao todo dez seleções filiadas a CONMEBOL, mais duas filiadas a CONCACAF, participaram da 41° edição do torneio.

## Estádios
| Arequipa                          | Arequipa Chiclayo Cuzco Lima Piura Tacna Trujillo | Chiclayo                 |
| --------------------------------- | ------------------------------------------------- | ------------------------ |
| Estádio Monumental da UNSA        | Arequipa Chiclayo Cuzco Lima Piura Tacna Trujillo | Estádio Elías Aguirre    |
| Capacidade: 40 000                | Arequipa Chiclayo Cuzco Lima Piura Tacna Trujillo | Capacidade: 25 000       |
|                                   | Arequipa Chiclayo Cuzco Lima Piura Tacna Trujillo |                          |
| Cusco                             | Arequipa Chiclayo Cuzco Lima Piura Tacna Trujillo | Lima                     |
| Estádio Inca Garcilaso de la Vega | Arequipa Chiclayo Cuzco Lima Piura Tacna Trujillo | Estádio Nacional do Peru |
| Capacidade: 45 056                | Arequipa Chiclayo Cuzco Lima Piura Tacna Trujillo | Capacidade: 45 574       |
|                                   | Arequipa Chiclayo Cuzco Lima Piura Tacna Trujillo |                          |
| Piura                             | Arequipa Chiclayo Cuzco Lima Piura Tacna Trujillo | Tacna                    |
| Estádio Miguel Grau               | Arequipa Chiclayo Cuzco Lima Piura Tacna Trujillo | Estádio Jorge Basadre    |
| Capacidade: 26 550                | Arequipa Chiclayo Cuzco Lima Piura Tacna Trujillo | Capacidade: 25 850       |
|                                   | Arequipa Chiclayo Cuzco Lima Piura Tacna Trujillo |                          |
| Trujillo                          | Arequipa Chiclayo Cuzco Lima Piura Tacna Trujillo |                          |
| Estádio Mansiche                  | Arequipa Chiclayo Cuzco Lima Piura Tacna Trujillo |                          |
| Capacidade: 25 000                | Arequipa Chiclayo Cuzco Lima Piura Tacna Trujillo |                          |
|                                   | Arequipa Chiclayo Cuzco Lima Piura Tacna Trujillo |                          |

## Árbitros
Foram convocados 15 árbitros centrais e 16 árbitros assistentes para a Copa América de 2004.
| Árbitros             | Assistentes           |
| -------------------- | --------------------- |
| ARG Héctor Baldassi  | ARG Francisco Rocchio |
| BOL René Ortubé      | BOL Gualberto Viltty  |
| BRA Márcio Rezende   | BRA Aristeu Tavares   |
| CHI Rubén Selman     | CHI Cristian Julio    |
| COL Óscar Ruiz       | COL Dember Perdomo    |
| ECU Pedro Ramos      | ECU Fernando Tamayo   |
| PAR Carlos Amarilla  | PAR Nelson Cano       |
| PAR Ubaldo Aquino    | PAR Miguel Giacomuzzi |
| PER Eduardo Lecca    | PER Winston Reátegui  |
| URU Gustavo Méndez   | URU Pablo Fandiño     |
| VEN Gustavo Brand    | VEN Placido Chuello   |
| CRC William Mattus   | PER Juan Sulca        |
| PER Gilberto Hidalgo | PER Alfonso Orlandini |
| MEX Marco Rodríguez  | BOL Gregório Chirinos |
| MEX Gilberto Alcalá  | ARG Claudio Rossi     |
|                      | URU Fernando Cresci   |

## Primeira fase
|  | Equipes classificadas às quartas de final                   |
|  | Equipes classificadas como melhores terceiros classificados |
|  | Equipes eliminadas                                          |

Nesta fase da competição, se classificam os dois primeiros de cada grupo e os dois melhores terceiros lugares para as quartas de final.

### Grupo A
| Seleção   | P | J | V | E | D | GP | GC | SG |
| --------- | - | - | - | - | - | -- | -- | -- |
| Colômbia  | 7 | 3 | 2 | 1 | 0 | 4  | 2  | +2 |
| Peru      | 5 | 3 | 1 | 2 | 0 | 7  | 5  | +2 |
| Bolívia   | 2 | 3 | 0 | 2 | 1 | 3  | 4  | -1 |
| Venezuela | 1 | 3 | 0 | 1 | 2 | 2  | 5  | -3 |

| 6 de julho | Venezuela | 0 – 1  | Colômbia         | Estádio Nacional do Peru, Lima              |
| 19:30      |           | Resumo | Moreno 22' (pen) | Público: 45 000 Árbitro: BRA Márcio Rezende |

| 6 de julho | Peru                             | 2 – 2  | Bolívia                  | Estádio Nacional do Peru, Lima               |
| 21:45      | Pizarro 66' (pen) · Palacios 86' | Resumo | Botero 36' · Álvarez 57' | Público: 45 000 Árbitro: ARG Héctor Baldassi |

| 9 de julho | Colômbia  | 1 – 0  | Bolívia | Estádio Nacional do Peru, Lima           |
| 19:30      | Perea 90' | Resumo |         | Público: 35 000 Árbitro: ECU Pedro Ramos |

| 9 de julho | Peru                                   | 3 – 1  | Venezuela     | Estádio Nacional do Peru, Lima            |
| 21:45      | Farfán 35' · Solano 62' · Acasiete 72' | Resumo | Margiotta 74' | Público: 43 000 Árbitro: CHI Rubén Selmán |

| 12 de julho | Venezuela | 1 – 1  | Bolívia     | Estádio Mansiche, Trujillo                  |
| 19:30       | Moran 27' | Resumo | Galindo 32' | Público: 25 000 Árbitro: CRC William Mattus |

| 12 de julho | Peru                     | 2 – 2  | Colômbia                | Estádio Mansiche, Trujillo                   |
| 21:45       | Solano 58' · Maestri 60' | Resumo | Congo 34' · Aguilar 52' | Público: 27 000 Árbitro: MEX Marco Rodríguez |

### Grupo B
| Seleção   | P | J | V | E | D | GP | GC | SG |
| --------- | - | - | - | - | - | -- | -- | -- |
| México    | 7 | 3 | 2 | 1 | 0 | 5  | 3  | +2 |
| Argentina | 6 | 3 | 2 | 0 | 1 | 10 | 4  | +6 |
| Uruguai   | 4 | 3 | 1 | 1 | 1 | 6  | 7  | -1 |
| Equador   | 0 | 3 | 0 | 0 | 3 | 3  | 10 | -7 |

| 7 de julho | México                   | 2 – 2  | Uruguai                       | Estádio Elías Aguirre, Chiclayo                   |
| 15:30      | Osorio 45+2' · Pardo 68' | Resumo | Bueno 42' · Paolo Montero 87' | Público: 25 000 000 Árbitro: PER Gilberto Hidalgo |

| 7 de julho | Argentina                                                                              | 6 – 1  | Equador     | Estádio Elías Aguirre, Chiclayo              |
| 21:45      | Kily González 5' (pen) · Saviola 64', 74', 79' · D'Alessandro 84' · Lucho González 90' | Resumo | Delgado 62' | Público: 24 000 Árbitro: PAR Carlos Amarilla |

| 10 de julho | Uruguai                | 2 – 1  | Equador   | Estádio Elías Aguirre, Chiclayo            |
| 19:30       | Forlán 61' · Bueno 79' | Resumo | Salas 73' | Público: 25 000 Árbitro: VEN Gustavo Brand |

| 10 de julho | Argentina | 0 – 1  | México     | Estádio Elías Aguirre, Chiclayo             |
| 21:45       |           | Resumo | Morales 9' | Público: 25 000 Árbitro: BRA Márcio Rezende |

| 13 de julho | México                              | 2 – 1  | Equador     | Estádio Miguel Grau, Piura                 |
| 19:30       | Altamirano 26' (pen) · Bautista 42' | Resumo | Delgado 71' | Público: 21 000 Árbitro: PER Eduardo Lecca |

| 13 de julho | Argentina                                               | 4 – 2  | Uruguai                     | Estádio Miguel Grau, Piura                |
| 21:45       | Kily González 19' (pen) · Figueroa 20', 89' · Ayala 80' | Resumo | Estoyanoff 7' · Sánchez 39' | Público: 24 000 Árbitro: CHI Rubén Selman |

### Grupo C
| Seleção    | P | J | V | E | D | GP | GC | SG |
| ---------- | - | - | - | - | - | -- | -- | -- |
| Paraguai   | 7 | 3 | 2 | 1 | 0 | 4  | 2  | +2 |
| Brasil     | 6 | 3 | 2 | 0 | 1 | 6  | 3  | +3 |
| Costa Rica | 3 | 3 | 1 | 0 | 2 | 3  | 6  | -3 |
| Chile      | 1 | 3 | 0 | 1 | 2 | 1  | 4  | -2 |

| 8 de julho | Costa Rica | 0 – 1  | Paraguai             | Estádio Monumental da UNSA, Arequipa    |
| 19:30      |            | Resumo | dos Santos 85' (pen) | Público: 30 000 Árbitro: COL Óscar Ruiz |

| 8 de julho | Brasil           | 1 – 0  | Chile | Estádio Monumental da UNSA, Arequipa         |
| 21:45      | Luís Fabiano 89' | Resumo |       | Público: 30 000 Árbitro: MEX Marco Rodríguez |

| 11 de julho | Brasil                           | 4 – 1  | Costa Rica | Estádio Monumental da UNSA, Arequipa         |
| 17:00       | Adriano 45', 54', 68' · Juan 49' | Resumo | Marín 81'  | Público: 12 000 Árbitro: ARG Héctor Baldassi |

| 11 de julho | Paraguai      | 1 – 1  | Chile        | Estádio Monumental da UNSA, Arequipa        |
| 19:15       | Cristaldo 77' | Resumo | González 71' | Público: 15 000 Árbitro: URU Gustavo Méndez |

| 14 de julho | Costa Rica                | 2 – 1  | Chile      | Estádio Jorge Basadre, Tacna             |
| 19:30       | Wright 59' · Herron 90+3' | Resumo | Olarra 40' | Público: 20 000 Árbitro: BOL René Ortubé |

| 14 de julho | Brasil           | 1 – 2  | Paraguai                   | Estádio Monumental da UNSA, Arequipa         |
| 21:45       | Luís Fabiano 35' | Resumo | González 29' · Bareiro 71' | Público: 8 000 Árbitro: PER Gilberto Hidalgo |

### Melhores terceiros classificados
As duas melhores seleções terceiro colocadas nos grupos também avançaram para as quartas de final.
| Seleção    | P | J | V | E | D | GP | GC | SG | Grupo |
| ---------- | - | - | - | - | - | -- | -- | -- | ----- |
| Uruguai    | 4 | 3 | 1 | 1 | 1 | 6  | 7  | -1 | B     |
| Costa Rica | 3 | 3 | 1 | 0 | 2 | 3  | 6  | -3 | C     |
| Bolívia    | 2 | 3 | 0 | 2 | 1 | 3  | 4  | -1 | A     |

## Fase final
|  | Quartas de final       | Quartas de final   |                    |          | Semifinais     | Semifinais     |  |  | Final               | Final |
|  |                        |                    |                    |          |                |                |  |  |                     |       |
|  | 17 de julho - Chiclayo |                    |                    |          |                |                |  |  |                     |       |
|  |                        |                    |                    |          |                |                |  |  |                     |       |
|  | Argentina              | 1                  |                    |          |                |                |  |  |                     |       |
|  | Argentina              | 1                  | 20 de julho - Lima |          |                |                |  |  |                     |       |
|  | Peru                   | 0                  |                    |          |                |                |  |  |                     |       |
|  | Peru                   | 0                  | Argentina          | 3        |                |                |  |  |                     |       |
|  | 17 de julho - Trujillo |                    | Argentina          | 3        |                |                |  |  |                     |       |
|  |                        | Colômbia           | 0                  |          |                |                |  |  |                     |       |
|  | Colômbia               | Colômbia           | 0                  | 2        |                |                |  |  |                     |       |
|  | Colômbia               |                    | 25 de julho - Lima | 2        |                |                |  |  |                     |       |
|  | Costa Rica             | 0                  |                    |          |                |                |  |  |                     |       |
|  | Costa Rica             | 0                  | Argentina          | 2 (2)    |                |                |  |  |                     |       |
|  | 18 de julho - Piura    |                    | Argentina          | 2 (2)    |                |                |  |  |                     |       |
|  |                        | Brasil             | 2 (4)              |          |                |                |  |  |                     |       |
|  | México                 | Brasil             | 2 (4)              | 0        |                |                |  |  |                     |       |
|  | México                 | 21 de julho - Lima |                    | 0        |                |                |  |  |                     |       |
|  | Brasil                 | 4                  |                    |          |                |                |  |  |                     |       |
|  | Brasil                 | 4                  | Brasil             | 1 (5)    | Terceiro lugar | Terceiro lugar |  |  |                     |       |
|  | 18 de julho - Tacna    |                    | Brasil             | 1 (5)    | Terceiro lugar | Terceiro lugar |  |  |                     |       |
|  |                        | Uruguai            | 1 (3)              |          |                |                |  |  |                     |       |
|  | Uruguai                | Uruguai            | 1 (3)              | 3        | Uruguai        | 2              |  |  |                     |       |
|  | Uruguai                |                    |                    | 3        | Uruguai        | 2              |  |  |                     |       |
|  | Paraguai               | 1                  |                    | Colômbia | 1              |                |  |  |                     |       |
|  | Paraguai               | 1                  |                    |          | 1              |                |  |  |                     |       |
|  |                        |                    |                    |          |                |                |  |  | 24 de julho - Cusco |       |
|  |                        |                    |                    |          |                |                |  |  |                     |       |

### Quartas de final
| 17 de julho | Peru | 0 – 1  | Argentina | Estádio Elías Aguirre, Chiclayo              |
| 17:00       |      | Resumo | Tévez 60' | Público: 26 500 Árbitro: PAR Carlos Amarilla |

| 17 de julho | Colômbia                       | 2 – 0  | Costa Rica | Estádio Mansiche, Trujillo                  |
| 21:45       | Aguilar 41' · Moreno 45' (pen) | Resumo |            | Público: 18 000 Árbitro: URU Gustavo Méndez |

| 18 de julho | Paraguai    | 1 – 3  | Uruguai                          | Estádio Jorge Basadre, Tacna                 |
| 17:00       | Gamarra 15' | Resumo | Bueno 40' (pen) · Silva 65', 88' | Público: 20 000 Árbitro: ARG Héctor Baldassi |

| 18 de julho | México | 0 – 4  | Brasil                                                   | Estádio Miguel Grau, Piura              |
| 22:30       |        | Resumo | Alex 26' (pen) · Adriano 65', 78' · Ricardo Oliveira 87' | Público: 22 000 Árbitro: COL Óscar Ruiz |

### Semifinais
| 20 de julho | Argentina                            | 3 – 0  | Colômbia | Estádio Nacional do Peru, Lima                |
| 21:45       | Tévez 32' · González 51' · Sorín 80' | Resumo |          | Público: 42 000 Árbitro: PER Gilberto Hidalgo |

| 21 de julho | Brasil      | 1 – 1  | Uruguai  | Estádio Nacional do Peru, Lima               |
| 21:45       | Adriano 46' | Resumo | Sosa 22' | Público: 40 000 Árbitro: MEX Marco Rodríguez |

|                                         |       | Penalidades                       |  |
| Luisão Luís Fabiano Adriano Renato Alex | 5 – 3 | Silva Viera Pouso Vicente Sánchez |  |

### Terceiro lugar
| 24 de julho | Colômbia    | 1 – 2  | Uruguai                     | Estádio Inca Garcilaso de la Vega, Cusco |
| 21:45       | Herrera 70' | Resumo | Estoyanoff 4' · Sánchez 88' | Público: 40 000 Árbitro: BOL René Ortubé |

### Final
| 25 de julho | Argentina                        | 2 – 2  | Brasil                       | Estádio Nacional do Peru, Lima               |
| 17:00       | González 21' (pen) · Delgado 87' | Resumo | Luisão 45+1' · Adriano 90+3' | Público: 49 000 Árbitro: PAR Carlos Amarilla |

|                                         |       | Penalidades            |  |
| D'Alessandro Heinze Kily González Sorín | 2 – 4 | Adriano Edu Diego Juan |  |

### Campeão
| Copa América 2004          |
| -------------------------- |
| BRASIL Campeão (7º título) |

## Artilharia
| 7 gols - Adriano 3 gols - Kily González - Javier Saviola - Carlos Bueno 2 gols - Carlos Tevez - Luciano Figueroa - Luis González - Joaquin Botero - Luís Fabiano - Abel Aguilar - Tressor Moreno - Agustín Delgado - Nolberto Solano - Darío Silva - Fabián Estoyanoff - Vicente Sánchez | 1 gol - Andrés D'Alessandro - Cesar Delgado - Juan Pablo Sorín - Roberto Ayala - Lorgio Álvarez - Alex - Juan - Luisão - Ricardo Oliveira - Rafael Olarra - Sebastián González - Edixon Perea - Edwin Congo - Sergio Herrera - Andy Herrón - Luis Marín - Mauricio Wright - Franklin Salas | - Adolfo Bautista - Héctor Altamirano - Pável Pardo - Ramón Morales - Ricardo Osorio - Carlos Gamarra - Ernesto Cristaldo - Fredy Bareiro - Julio dos Santos - Julio González - Claudio Pizarro - Flavio Maestri - Jefferson Farfán - Roberto Palacios - Santiago Acasiete - Diego Forlán - Marcelo Sosa - Paolo Montero - Massimo Margiotta - Ruberth Moran |

## Classificação final
| Pos                             | Time       | J | V | E | D | GP | GC | SG  | P  |
| ------------------------------- | ---------- | - | - | - | - | -- | -- | --- | -- |
| 1                               | Brasil     | 6 | 3 | 2 | 1 | 13 | 6  | +7  | 11 |
| 2                               | Argentina  | 6 | 4 | 1 | 1 | 16 | 6  | +10 | 13 |
| 3                               | Uruguai    | 6 | 3 | 2 | 1 | 12 | 10 | +2  | 11 |
| 4                               | Colômbia   | 6 | 3 | 1 | 2 | 7  | 7  | 0   | 10 |
| Eliminados nas quartas de final |            |   |   |   |   |    |    |     |    |
| 5                               | Paraguai   | 4 | 2 | 1 | 1 | 5  | 5  | 0   | 7  |
| 6                               | México     | 4 | 2 | 1 | 1 | 5  | 7  | −2  | 7  |
| 7                               | Peru       | 4 | 1 | 2 | 1 | 7  | 6  | +1  | 5  |
| 8                               | Costa Rica | 4 | 1 | 0 | 3 | 3  | 8  | −5  | 3  |
| Eliminados na primeira fase     |            |   |   |   |   |    |    |     |    |
| 9                               | Bolívia    | 3 | 0 | 2 | 1 | 3  | 4  | −1  | 2  |
| 10                              | Chile      | 3 | 0 | 1 | 2 | 2  | 4  | −2  | 1  |
| 11                              | Venezuela  | 3 | 0 | 1 | 2 | 2  | 5  | −3  | 1  |
| 12                              | Equador    | 3 | 0 | 0 | 3 | 3  | 10 | −7  | 0  |

## Campanha do Brasil
O Brasil foi treinado por Carlos Alberto Parreira.

### Artilheiros
7 gols
- Adriano Imperador

2 gols
- Luís Fabiano

1 gol
- Juan
- Alex
- Ricardo Oliveira
- Luisão

### Assistências
6 Assistências
- Alex

1 Assistência
- Kléberson
- Adriano Imperador
- Luís Fabiano
- Gustavo Nery